# Stachelskrift
Stachelskrift kallas den blindskrift som 1807 togs fram av Johann Wilhelm Klein. Den bestod av i papper inryckta avtryck av latinska bokstäver i stort format. Dessa former kunde sedan läsas av med ett finger löpande över dem.